# 锡拉努斯
锡拉努斯（義大利語：Silanus），是意大利撒丁大区努奥罗省的一个市镇。总面积48.04平方公里，人口2243人，人口密度46.7人/平方公里（2009年）。ISTAT代码为091083。